# Typhlops beddomii
Typhlops beddomii este o specie de șerpi din genul Typhlops, familia Typhlopidae, descrisă de Boulenger 1890. Conform Catalogue of Life specia Typhlops beddomii nu are subspecii cunoscute.